# Brigitte Hamann
Brigitte Hamann (ur. 26 lipca 1940 w Essen; zm. 4 października 2016 w Wiedniu) – austriacka historyk niemieckiego pochodzenia.

## Życiorys
Urodziła się w Essen jako Brigitte Deitert. Studiowała historię i germanistykę w Münster i przez pewien czas pracowała jako dziennikarka dla DPA i Neue Ruhr Zeitung. W 1965 roku poślubiła profesora historii Uniwersytetu Wiedeńskiego Günthera Hamanna (zm. 1994) i wyjechała do Wiednia; przyjęła obywatelstwo austriackie, zachowując niemieckie. Jako asystentka męża wraz z nim rozpoczęła pracę na Uniwersytecie Wiedeńskim. W 1978 roku uzyskała tytuł doktora na podstawie rozprawy o życiu arcyksięcia Rudolfa, która w tym samym roku została wydana w formie książki (Rudolf, Kronprinz und Rebell). Publikacja ta okazała się sukcesem wydawniczym i sprowadziła dalszą działalność naukową w Hamann w kierunku biografii postaci historycznych związanych z Niemcami lub Austrią.
W 1986 roku opublikowała biografię pacyfistki i laureatki nagrody Nobla Berthy von Suttner pt. Bertha von Suttner. Ein Leben für den Frieden. Opublikowana w 1996 w języku niemieckim, a trzy lata później w języku angielskim książka Hitlers Wien. Lehrjahre eines Diktators (wydana również w Polsce), opisująca pobyt Hitlera w stolicy Austrii w latach 1908-1913 przyniosła jej międzynarodowy rozgłos i uznanie. Jej pozycję historyka piszącego o nieznanych aspektach życia znanych osobistości, ugruntowały kolejne prace z których najgłośniejsze to: Winifred Wagner: A Life at the Heart of Hitler's Bayreuth (2002), Kronprinz Rudolf. Ein Leben (2005). Jej dotychczas najbardziej poczytna książka to Elisabeth. Bilder einer Kaiserin (1995), wielokrotnie wznawiana i tłumaczona na wiele języków w tym japoński i chiński. Przez lata swojej naukowej działalności, Hamann, jako historyk, wypracowała swoją własną drogę – naukowe opracowywanie popularnych tematów historycznych na bazie intensywnej pracy archiwalnej nad nowymi źródłami i najbardziej jak to możliwe zrozumiały dla szerokiego grona czytelników język. Obok tych prac legitymuje się również wydaniem: odnalezionego przez siebie w Bernie poetyckiego dziennika cesarzowej Elżbiety (Kaiserin Elisabeth. Das poetische Tagebuch, 1984), dziennika Johanna Khevenhüllera (Mit Kaiser Max in Mexiko, 1983), listów cesarza Franciszka Józefa do Kathariny Schratt (Meine liebe, gute Freundin! Die Briefe Kaiser Franz Josephs an Katharina Schratt, 1992) oraz leksykonem biograficznym rodu Habsburgów (Die Habsburger. Ein biographisches Lexikon, 1988).
Hamann była pisarką wszechstronną, czego dowiodła pisząc m.in. biografię Marii Teresy dla dzieci (Ein Herz und viele Kronen. Das Leben der Kaiserin Maria Theresia, 2004) i książkę o Mozarcie dla młodzieży (Nichts als Musik im Kopf. Das Leben von Wolfgang Amadeus Mozart), która wydana po raz pierwszy w 1990 roku, po opracowaniu ukazała się ponownie w roku 2006 (roku Mozarta) pod tytułem Mozart. Sein Leben und seine Zeit. Jej praca – Hitlers Edeljude. Das Leben des Armenarztes Eduard Bloch – poświęcona była po raz pierwszy mało znanej osobistości, linckiemu lekarzowi matki Hitlera, Klary – dr. Eduardowi Blochowi, o którym Hitler jeszcze w 1938 roku mówił „szlachetny Żyd”. Była autorką licznych esejów naukowych, scenariuszy telewizyjnych, gościnnych wykładów na różnych uniwersytetach.

## Publikacje
| Publikacje w języku niemieckim                                                                        | Publikacje i wydania w języku angielskim                                                        | Wydanie w języku polskim                                            |
| --- | ----------------------------------------------------------------------------------------------- | ------------------------------------------------------------------- |
| Rudolf, Kronprinz und Rebell (1978)                                                                   | Rudolf. The Road to Mayerling (1988)                                                            |                                                                     |
| Elisabeth, Kaiserin wider Willen (1981)                                                               | The Reluctant Empress: A Biography of Empress Elisabeth of Austria (1986)                       | Cesarzowa Elżbieta (1999, 2008)                                     |
| | The Reluctant Empress (1982)                                                                    |                                                                     |
| Mit Kaiser Max in Mexiko (1983)                                                                       |                                                                                                 |                                                                     |
| Kaiserin Elisabeth. Das poetische Tagebuch, Verlag der Österr. Akademie der Wissenschaften (1984)     |                                                                                                 |                                                                     |
| Bertha von Suttner. Ein Leben für den Frieden (1986)                                                  | Bertha von Suttner: A Life for Peace (Syracuse Studies on Peace and Conflict Resolution) (1986) |                                                                     |
| Die Habsburger. Ein biographisches Lexikon (1988)                                                     |                                                                                                 |                                                                     |
| Nichts als Musik im Kopf. Das Leben von Wolfgang Amadeus Mozart (1990)                                |                                                                                                 |                                                                     |
| Meine liebe, gute Freundin! Die Briefe Kaiser Franz Josephs an Katharina Schratt (1992)               |                                                                                                 |                                                                     |
| Elisabeth. Bilder einer Kaiserin (1995)                                                               | Sissi, Elisabeth, Empress of Austria (1997)                                                     |                                                                     |
| Hitlers Wien. Lehrjahre eines Diktators (1996)                                                        | Hitler's Vienna : A Dictator's Apprenticeship (1999)                                            | Wiedeń Hitlera. Lata nauki pewnego dyktatora (1999, 2013)           |
| Kronprinz Rudolf: 'Majestät, ich warne Sie...' (2002)                                                 |                                                                                                 |                                                                     |
| Winifred Wagner oder Hitlers Bayreuth (2002)                                                          | Winifred Wagner: A Life at the Heart of Hitler's Bayreuth (2005)                                |                                                                     |
| Ein Herz und viele Kronen. Das Leben der Kaiserin Maria Theresia. Illustriert von Rolf Rettich (2004) |                                                                                                 |                                                                     |
| Der erste Weltkrieg. Wahrheit und Lüge in Bildern und Texten (2004)                                   |                                                                                                 |                                                                     |
| Die Familie Wagner (2005)                                                                             |                                                                                                 |                                                                     |
| Kronprinz Rudolf. Ein Leben (2005)                                                                    |                                                                                                 |                                                                     |
| Mozart. Sein Leben und seine Zeit (2006)                                                              |                                                                                                 |                                                                     |
| Hitlers Edeljude. Das Leben des Armenarztes Eduard Bloch (2008)                                       |                                                                                                 | Szlachetny Żyd Hitlera. Życie lekarza biedoty Edwarda Blocha (2013) |
| Österreich. Ein historisches Portrait (2009)                                                          |                                                                                                 |                                                                     |
| Wie Sie Ihre Selbstheilungskräfte aktivieren (2012)                                                   |                                                                                                 |                                                                     |

## Nagrody i odznaczenia
- 1978 – nagroda Heinricha Drimmela
- 1982 – nagroda Giovanni Comisso
- 1986 – nagroda Klubu Ksiazki Donauland
- 1991 – Złoty Krzyż Zasługi miasta Wiednia
- 1994 – nagroda Wildgansa
- 1998 – nagroda Kreisky’ego
- 1998 – nagroda miasta Bad Wurzach
- 2003 – nagroda Ernsta Roberta Curtiusa
- 2003 – Concordia (odznaczenie austriackie klubu prasowego za całość twórczości)
- 2004 – nagroda miasta Wiednia
- 2005 – Medal Honorowy miasta Wiednia

## Życie osobiste
W 1965 roku poślubiła profesora historii Uniwersytetu Wiedeńskiego Günthera Hamanna (zm. w 1994). Ze związku tego miała troje dzieci.